# Вульфсон, Иосиф Исаакович
Иосиф Исаакович Вульфсон (11 июля 1931, Рига — 4 августа 2024, Санкт-Петербург) — профессор кафедры теоретической и прикладной механики СПУГПТиД, Заслуженный деятель науки РФ, доктор технических наук (1970), профессор (1973), член Научно-методического совета Министерства образования и науки РФ по теории механизмов и машин.

## Биография
Родился в Риге. Во время Великой Отечественной войны жил в эвакуации в Муроме, где учился в школе. После 1945 года с семьей вернулся в Ригу.
После окончания в 1956 году механико-машиностроительного факультета Ленинградского Политехнического института (ныне Санкт-Петербургский государственный политехнический университет) работал на инженерных должностях в конструкторских бюро полиграфического машиностроения и станкостроения (1956—1963).
Занимался научно-исследовательской работой в области проектирования высокоскоростных машин и механизмов. По данной тематике им была защищена кандидатская диссертация. В 1963 году после защиты кандидатской диссертации приглашен на кафедру теории механизмов и машин Ленинградского института текстильной и легкой промышленности (сейчас — Санкт-Петербургский государственный университет промышленных технологий и дизайна, СПГУТД) как специалист по динамике механизмов и машин с учётом упругости звеньев. В 1969 году была защищена докторская диссертация. С 1991 по 2004 год заведовал кафедрой теории механизмов и машин.
Разработаны новые методы анализа и рационального динамического синтеза сложных колебательных систем машин-автоматов. Предложенный им метод условного осциллятора для исследования колебаний систем с переменными параметрами и приводов с цикловыми механизмами нашел широкое применение в нашей стране и за рубежом. Профессором Вульфсоном развита теория регулярных колебательных систем применительно к многосекционным приводам машин сложной структуры, исследованы новые нелинейные динамические эффекты при учёте зазоров в кинематических парах и влияние диссипативных сил при полигармоническом возбуждении.
В 2004 году в СПГУТД под научным руководством профессора Вульфсона организована научно-исследовательская лаборатория механики машин, объединяющая ведущих специалистов ряда кафедр факультета информационных технологий и машиноведения. Направление научной деятельности лаборатории: моделирование и исследование фундаментальных задач нелинейной механики машин с целью совершенствования структурно-кинематических, динамических и эксплуатационных характеристик технологических машин; разработка многомерных динамических моделей с математическим описанием процессов и механизмов текстильной и легкой промышленности. Ряд научных исследований лаборатории проводился в рамках проекта по аналитической ведомственной программе Минобрнауки России «Развитие научного потенциала высшей школы».
Умер 4 августа 2024 года после тяжёлой болезни в возрасте 93 лет.

## Основные труды
Список научных трудов профессора Вульфсона содержит свыше 500 научных публикаций, в том числе 8 монографий, изданных в России, Германии и США, 12 учебных пособий, 2 справочника (в соавторстве). Свыше 150 публикаций в изданиях Академии наук и за границей.

## Основные публикации
- Вульфсон И. И. Динамика цикловых машин. СПб.: Политехника, 2013. 425 с.
- Вульфсон И. И. Колебания машин с механизмами циклового действия. Л.: Машиностроение, 1990. 309 с.
- H. Dresig , I. I. Vulfson. Dynamik der Mechanismen. Wien, New York, 1989: Spinger, 328 p.
- I. Vulfson. Vibroactivity of branched and ring structured mechanical drives. New York, London: Hemisphere Publiching Corporation, 1988, 100 p.

## Награды
- Заслуженный деятель науки РФ
- Почётный член (академик) инженерной Национальной Академии Наук Республики Казахстан
- Заслуженный профессор Санкт-Петербургского государственного университета промышленных технологий и дизайна
- Член Научно-методического совета Министерства образования и науки РФ по теории механизмов и машин